# Sistema di Leida
Il sistema di Leida (o "convenzione di Leida") è il sistema standard di segni diacritici utilizzato per l'edizione dei testi antichi, in particolare di quelli giunti in forma papiracea o epigrafica. Prima della creazione del sistema, gli studiosi che pubblicavano testi ricavati da iscrizioni, papiri e manoscritti utilizzavano convenzioni diverse per indicare le condizioni del testo e le correzioni editoriali o le integrazioni.
Prende il suo nome dalla città olandese di Leida dove fu realizzato nel 1931 tramite un convegno internazionale. 
La prima versione della convenzione fu pubblicata poco tempo dopo il convegno di Leida Ci sono varianti minori nell'utilizzo della convenzione tra epigrafia e papirologia (e talvolta anche tra epigrafia greca e latina). Negli ultimi decenni, alcuni studiosi hanno pubblicato migliorie e correzioni al sistema originario.

## Siglaprincipali
| siglum  | spiegazione                                                                                          |
| ------- | --- |
| [...]   | una lacuna o mancanza nel testo originale, non integrata dall'editore (estensione nota)              |
| [— — —] | una lacuna o mancanza nel testo originale, non integrata dall'editore (estensione ignota)            |
| [abc]   | lettere assenti dall'originale a causa di una lacuna, integrate dall'editore                         |
| a(bc)   | abbreviazione nel testo, sciolta dall'editore                                                        |
| <ab>    | lettere erroneamente omesse dallo scriba o lapicida, integrate o corrette dall'editore               |
| {ab}    | lettere nel testo considerate errate o superflue dall'editore                                        |
| ạḅ      | lettere danneggiate o comunque non chiare nel testo, ambigue al di fuori del contesto                |
| ...     | tracce di lettere sulla superficie, insufficienti per l'integrazione (epigrafia greca e papirologia) |
| +++     | tracce di lettere sulla superficie, insufficienti per l'integrazione (epigrafia latina)              |
| ABC     | lettere chiare ma incomprensibili                                                                    |
| [abc]   | lettere cancellate                                                                                   |
| vac.    | spazio lasciato vuoto (vacat) sulla pietra o sulla pagina                                            |

### Utilizzo del sistema di Leida nei corpora
- L'Année épigraphique, Paris: Leroux, poi Presses Universitaires de France (= Revue archéologique. Supplément, 1888-1964; autonoma: 1965-).
- Corpus Inscriptionum Latinarum, Berlin: de Gruyter, 1853-.
- Oxyrhynchus Papyri, Egypt Exploration Society, 1898-.
- Supplementum Epigraphicum Graecum, Lugduni Batavorum: Sijthoff, 1923-.